# Leptotrichella rubriseta
Leptotrichella rubriseta là một loài Rêu trong họ Dicranaceae. Loài này được (E.B. Bartram) Ochyra mô tả khoa học đầu tiên năm 1997.